# Ataque em Semuliki em 2017
O ataque em Semuliki em 2017 foi um ataque realizado por elementos das Forças Democráticas Aliadas contra a base da Missão das Nações Unidas na República Democrática do Congo (MONUSCO) na região de Kivu do Norte, República Democrática do Congo, em 7 de dezembro 2017. O ataque foi altamente coordenado e resultou na morte de quinze funcionários da missão de manutenção de paz da ONU e provocou outros 53 feridos tornando-o o incidente mais mortal para a ONU desde a morte de 24 soldados de paz paquistaneses em uma emboscada na Somália em 1993. O ataque foi entre os muitos dos mais recentes surtos de violência na região de Kivu do Norte, que faz fronteira com Uganda e Ruanda. O secretário-geral das Nações Unidas António Guterres rotulou o ataque como "o pior ataque às forças de paz da ONU na história recente da organização".